# Nujood Ali
Nujood Ali (n. 1998) es una figura central en el movimiento yemení contra el matrimonio forzado. A los diez años de edad, obtuvo un divorcio y rompió con la tradición tribal de su país. En noviembre de 2008, la revista femenina Glamour nombró a Ali y a su abogada Shada Nasser Mujeres del Año.
Shada Nasser, nacida en 1964, es una feminista y especialista en derechos humanos. Recibió grandes alabanzas por su participación en el caso de Ali.

## Biografía
Nujood Ali tenía diez años cuando sus padres arreglaron un matrimonio entre ella y Faez Ali Thamer, un hombre de treinta. El 2 de abril de 2008, dos meses después de la boda, luego de ser golpeada regularmente por su familia política y violada por su esposo, Ali escapó y se dirigió directamente a un juzgado para tratar de obtener un divorcio, siguiendo el consejo de la segunda esposa de su padre. Después de una espera de medio día, un juez, Mohammed al-Għadha, quien se encargó de darle un refugio temporal, le notificó que su padre y su esposo habían sido entregados bajo custodia.
Shada Nasser aceptó defender a Ali. Para la abogada, fue la continuación de una batalla que había comenzado cuando instaló su consultorio profesional en Saná, en 1990; fue la primera oficina legal en Yemen dirigida por una mujer. Sus clientes eran mujeres prisioneras que necesitaban de sus servicios.
Las leyes de Yemen permiten que las niñas de cualquier edad contraigan matrimonio, pero prohíbe que mantengan relaciones sexuales con el esposo durante un tiempo indefinido, hasta que son consideradas "aptas" para llevarlas a cabo. En la corte, Nasser declaró que el matrimonio de Ali quebrantó la ley, ya que la niña fue violada. Ali rechazó la propuesta del juez de volver a vivir con su esposo dentro de tres o cinco años. El 15 de abril de 2008, la corte le otorgó el divorcio.
Después del juicio, Ali regresó a vivir con su familia en un suburbio de Sanaá. En el otoño de 2008, retomó sus estudios y planeaba convertirse en abogada. En 2009, Ali publicó sus memorias, con el objetivo de que las regalías de las ventas internacionales del libro ayudaran a pagar sus estudios; sin embargo, no asistió a la escuela con regularidad. En marzo de 2009, las autoridades yemeníes le retuvieron el pasaporte a Ali por la imagen negativa internacional que estaba recibiendo el país tras enterarse de su caso; por estas circunstancias, la niña no pudo asistir a la ceremonia de entrega del premio a la Mujer del Año, llevada a cabo en Viena, Austria. Los medios también se cuestionaron si las regalías del libro realmente llegaban a la familia.
En 2010, la familia de Ali se mudó a una nueva residencia de dos pisos, que adquirió con la ayuda de su editor francés, y abrió una tienda de abarrotes en la planta baja del edificio. En ese momento, tanto Ali como su hermana menor asistían a jornada completa a una escuela privada. Ya que los editores de Ali no pudieron pagarle directamente a ella ya que está prohibido por las leyes de Yemen, aceptaron darle mil dólares al mes a su padre hasta que cumpliera dieciocho años de edad, para ser usados en beneficio de ella y su educación.
La versión en inglés de sus memorias se publicó en marzo de 2010. El columnista Nicholas Kristof de The New York Times alabó la obra y su objetivo de aumentar la conciencia hacia los problemas sociales de Yemen como el terrorismo, asociado con la poligamia y el matrimonio infantil, diciendo: "Las niñas pequeñas como Nujood son más efectivas que los misiles para vencer a los terroristas". De hecho, se cree que la publicidad que rodeó el caso de Ali inspiró otras anulaciones de matrimonios infantiles en ese momento, incluyendo la de una niña de ocho años de Arabia Saudita que logró divorciarse de un hombre de edad mediana en 2009, luego de que su padre la había obligado a casarse el año anterior por una suma de aproximadamente trece mil dólares.
En 2013, Ali informó a los medios que su padre la había echado de su casa, y que había despilfarrado la mayor parte del dinero de su libro. También informó que arregló un matrimonio para su hermana menor, Haifa, con un anciano y que había usado el dinero destinado a la educación de Ali para comprarse dos esposas más. Ali también informó que su exesposo solo le pasaba treinta dólares al mes de pensión alimenticia.
Según el Huffington Post, Ali se casó en 2014 y había tenido dos hijas. Su educación no avanzó como planeaba y su familia la presionaba para que siguiera exigiendo dinero. Con el estallido de la guerra civil, Ali quedó atrapada en el país y enferma de tuberculosis.

## Lectura complementaria
- I Am Nujood, Age 10 and Divorced, Nujood Ali with Delphine Minoui, Nueva York, 2010 (ISBN 978-0307589675)
- Rozenn Nicolle "La petite divorced of Yemen", Libération, 31 de enero de 2009
- "A Yemeni 10 years among women of the year," Le Nouvel Observateur, 11 de noviembre de 2008
- Delphine Minoui, "Nojoud, 10 years, divorced in Yemen", Le Figaro, 24 de junio de 2008
- Cyriel Martin, "Yemen: a girl of 8 years gets a divorce," Le Point, 16 de abril de 2008
- Carla Power, "Ali & Nujood Shada Nasser: The Voices for Children," Glamour, diciembre de 2008